# Regiment Gwardii Pieszej (Wielkie Księstwo Litewskie)

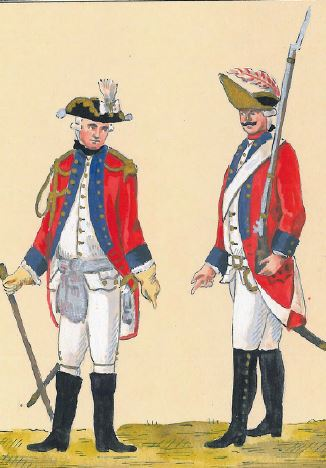
Oficer i szeregowy gwardii pieszej litewskiej w 1775

Regiment Gwardii Pieszej Wielkiego Księstwa Litewskiego – oddział piechoty armii Wielkiego Księstwa Litewskiego wojska I Rzeczypospolitej.

## Formowanie i zmiany organizacyjne
Regiment Gwardii Pieszej Wielkiego Księstwa Litewskiego stacjonował w Warszawie. W 1776 roku liczyła etatowo 609 żołnierzy. Stan faktyczny według „raty marcowej” z 1777 roku wynosił 609 żołnierzy. Reformy sejmu czteroletniego przewidywały w 1789 przyrost liczebności wojsk do armii 100 tysięcznej. Nieco później zmniejszono jej etat do 65 tysięcy. Nie przewidywano zwiększenia gwardii. Stan oddziału w 1792 roku, do czasu przejęcia wojska litewskiego przez konfederację targowicką, wynosił etatowo 568 żołnierzy, a praktycznie 550. Można przyjąć, że w kwietniu 1794 roku stan regimentu wynosił etatowo 567 żołnierzy, a faktyczny 527.
Regiment posiadał jeden batalion złożony z 8 kompanii. Jej stan liczebny na dzień 1 sierpnia 1793 wynosił 527 ludzi, a 16 kwietnia 1794 roku około 490.

## Żołnierze regimentu
Stanowisko szefa regimentu, związane z wielkimi poborami, było najczęściej uważane za synekurę. Szefowie posiadali prawo fortragowania (przedstawiania do awansu) oficerów. Regimentem dowodził zazwyczaj pułkownik.
Szefowie regimentu: 
- Gultz (1717],
- Jakub Henryk Flemming (generał podskarbi W.Ks.Lit. 1759),
- książę Adam Kazimierz Czartoryski (gen. ziem podolskich) (1775),
- książę Stanisław Paweł Jabłonowski (gen. mjr 1784),
- Ignacy Tyzenhauz (1793, wywieziony do Rosji 15 kwietnia 1794)

Pułkownicy: 
- Franciszek Szyldebach (Schielbach) (22 stycznia 1770),
- Jan Jerzy Deskur (20 lipca 1774).